# Padre e figlio, investigatori speciali
Padre e figlio, investigatori speciali (Big Shamus, Little Shamus) è una serie televisiva statunitense in 13 episodi di cui due trasmessi per la prima volta nel 1979. Durante la prima televisiva sulla CBS la serie fu annullata dopo solo due episodi per gli scarsi risultati d'ascolto.
È una serie poliziesca incentrata sulle vicende di Arnie Sutter, un detective privato presso l'Hotel Ansonia di Atlantic City, New Jersey, e del suo tredicenne figlio Max, che risolvonoo i crimini, in particolare quelli al casinò dell'hotel in materia di gioco d'azzardo.

## Personaggi e interpreti
- Arnie Sutter, interpretato da Brian Dennehy.
È un detective privato, lavora per l'Hotel Ansonia.
- Max Sutter, interpretato da Doug McKeon.
È il figlio tredicenne di Arnie.
- Stephanie Marsh, interpretato da Kathryn Leigh Scott.
È addetta alla reception.
- Jingles Lodestar, interpretato da Cynthia Sikes.
È una cameriera.
- George Korman, interpretato da George Wyner.
È il responsabile della sicurezza dell'albergo.

## Produzione
La serie, ideata da Terry Hotchner, fu prodotta da Lorimar Productions.

### Registi
Tra i registi sono accreditati:
- Mel Damski
- Rod Holcomb
- Leslie H. Martinson

### Sceneggiatori
Tra gli sceneggiatori sono accreditati:
- Norman Katkov
- Don Heckman
- Tracy Hotchner
- Dick Robbins

## Distribuzione
La serie fu trasmessa negli Stati Uniti dal 29 settembre 1979 al 1979 sulla rete televisiva CBS. In Italia è stata trasmessa con il titolo Padre e figlio, investigatori speciali.
Alcune delle uscite internazionali sono state:
- negli Stati Uniti il 29 settembre 1979 (Big Shamus, Little Shamus)
- nel Regno Unito il 14 maggio 1981
- in Italia (Padre e figlio, investigatori speciali)

## Episodi
| Stagione       | Episodi | Prima TV USA |
| -------------- | ------- | ------------ |
| Prima stagione | 13      | 1979         |